# Marie Goetze

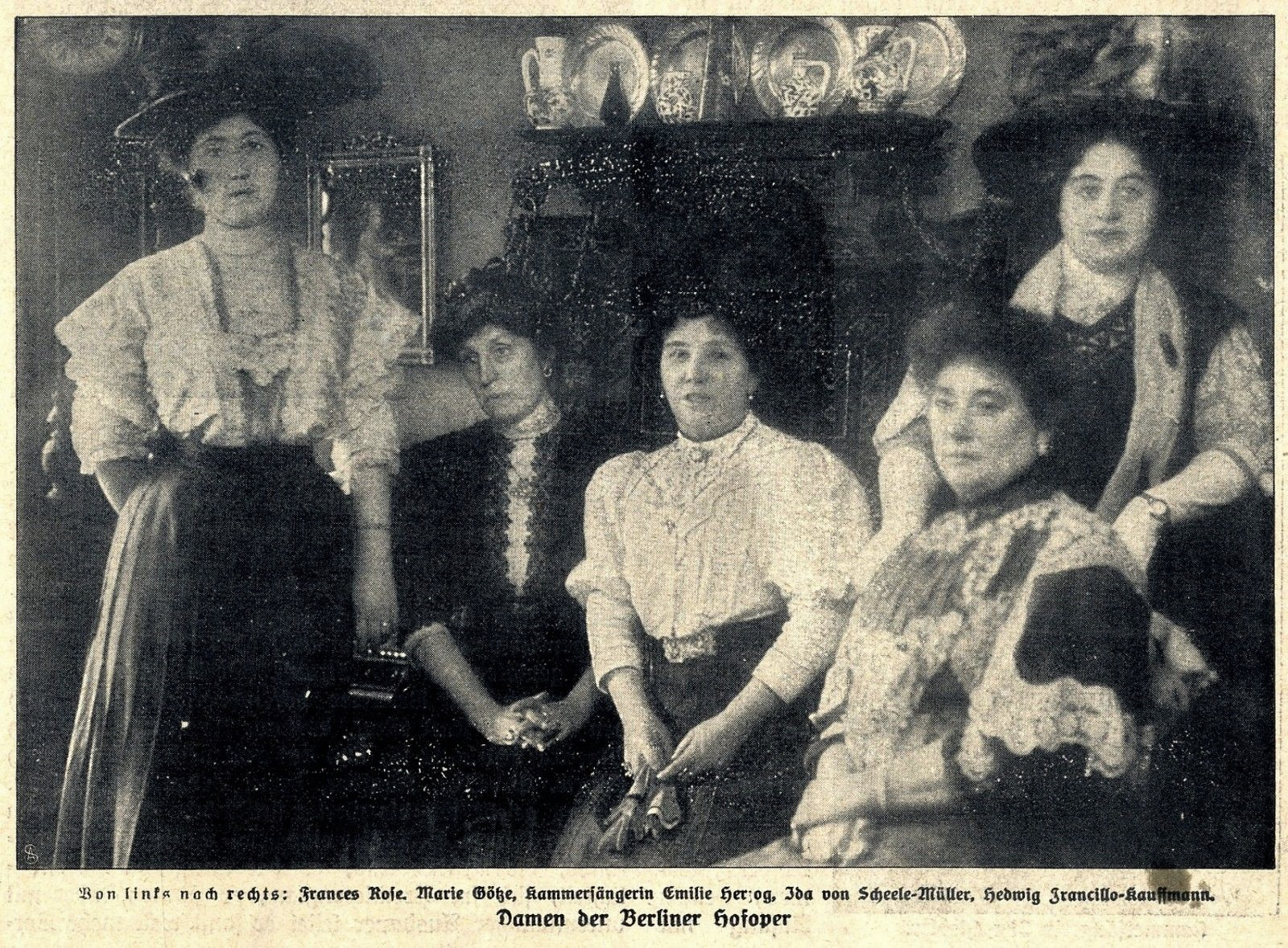
Die Damen der Berliner Hofoper, 1908
Von links: Frances Rose, Marie Goetze, Kammersängerin Emilie Herzog, Ida von Scheele-Müller, Hedwig Francillo-Kauffmann

Marie Goetze, zeitweilig auch Marie Goetze-Ritter (2. November 1865 in Kyritz – 15. Dezember 1922 in Berlin-Schöneberg) war eine deutsche Opernsängerin der Stimmlage Alt, die von 1892 bis 1920 an der Berliner Hofoper, der späteren Staatsoper Unter den Linden, verpflichtet war. Bekannt wurde sie durch ihre Rollengestaltung in zwei Berliner Erstaufführungen von Richard-Strauss-Werken – als Herodias und Klytemnästra.

## Leben und Werk
Die Tochter eines königlich-preußischen Beamten musste erst den Widerstand ihrer Eltern überwinden, um mit 19 Jahren Gesang studieren zu dürfen. Sie schrieb sich am Stern’schen Konservatorium in ihrer Heimatstadt ein. Zu ihren Lehrerinnen zählten erst Jenny Meyer, später Désirée Artôt de Padilla. 1884 debütierte sie an der Berliner Kroll-Oper als Azucena in Verdis Troubadour und wurde noch im selben Jahr für zwei Spielzeiten an die Berliner Hofoper verpflichtet. Von 1886 bis 1890 war sie am Stadttheater von Hamburg engagiert, wo sie bereits in ihrer Antrittsrolle, der Carmen von Georges Bizet, einen großen Erfolg erringen konnte. In ihrer Hamburger Zeit heiratete sie den aus Salzburg stammenden Bariton Josef Ritter (1859–1911), der damals ebenfalls am Stadttheater engagiert war. Der Sängerin wurden in dieser Zeit auch die Allüren einer Primadonna zugeschrieben. Sie soll den Intendanten Bernhard Pollini derart provoziert haben, dass dieser ausgerufen haben soll: „Madame, Sie sind nicht die einzige, die Carmen singen kann“. Einspringerin ohne Probe war die Konkurrentin Ernestine Schumann-Heink, die bislang stets die deutlich kleinere Rolle der Mercedes neben der Goetze hatte singen müssen. Die Einspringerin erfüllte ihre Aufgabe zur Zufriedenheit des Publikums und des Intendanten. Am nächsten Tag sollte die Goetze die Fidès in Meyerbeers Propheten singen, sagte aber beleidigt ab. Die Konkurrentin übernahm erneut ohne Probe. Am übernächsten Tag war Wagners Lohengrin angesetzt, mit der Goetze als Ortrud. Das Spiel wiederholte sich, Schumann-Heink sprang zum dritten Mal ein, bekam einen 10-Jahres-Vertrag, eine Gagenerhöhung auf monatlich 800 Reichsmark und das Fach der ersten Altistin.
Marie Goetze verabschiedete sich von Hamburg und trat in der Spielzeit 1890–91 ein Engagement an der Metropolitan Opera in New York an. Sie debütierte dort als Loretta in der amerikanischen Erstaufführung der Oper Asrael von Alberto Franchetti, sang Ortrud, Fricka und die Brangäne in Tristan und Isolde, war weiters als Fidès und als Bostana im Barbier von Bagdad zu sehen und zu hören. 1891 gastierte sie an der k. u. k. Hofoper zu Wien – als Fidès und als Amneris in Verdis Aida, von Kutsch/Riemens als „glanzvolles Gastspiel“ beschrieben. 1892 kehrte sie an die Berliner Hofoper zurück, an der sie bis 1920 „sehr erfolgreich“, so Kutsch/Riemens, wirkte. Sie präsentierte in Berlin ihr gesamtes Repertoire, das französische und das italienische Fach, die Wagner-Partien und war in einer Reihe von Ur- und Erstaufführungen beteiligt. Beispielsweise übernahm sie 1905 die Margit in Wilhelm Stenhammars Fest auf Solhaug, beruhend auf Ibsens Schauspiel. 1906 war sie in der Berliner Premiere der Richard-Strauss-Oper Salome als Herodias besetzt, 1909 als Klytämnestra in dessen Elektra, dirigiert von Leo Blech und inszeniert von Georg Droescher. Die Titelpartie sang die österreichische Sängerin Thila Plaichinger, die Chrysothemis wurde von Frances Rose gegeben.

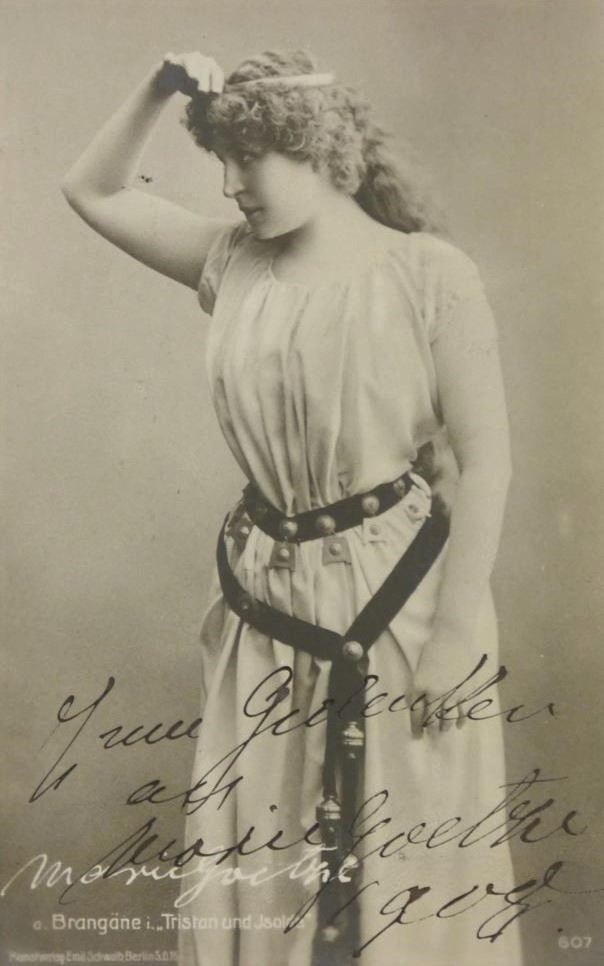
Als Brangäne, 1908

Parallel zu ihrem Berliner Engagement konnte sie auch eine Vielzahl an Gastspielen absolvieren. 1893 trat sie am Hoftheater von Gotha in der Uraufführung der Oper Die Rose von Pontevedra von Josef Forster auf. 1897 sang sie bei den Krönungsfeierlichkeiten für Zar Nikolaus II. in Moskau. Ab 1899 gastierte sie häufig am Opernhaus von Köln, ab 1900 auch am Stadttheater zu Frankfurt am Main. 1901 wurde sie an das Deutsche Theater in Prag eingeladen, 1902 unternahm sie als Konzertsängerin eine Tournee durch die Vereinigten Staaten. 1907 war sie an der Hofoper von Dresden zu hören, 1910 als Klytämnestra und Brangäne an der Covent Garden Oper in London. 1911 gastierte sie am Théâtre de la Monnaie in Brüssel, 1916 an der Königlichen Hofoper in München.
Gemeinsam mit Hildegard Götze verfasste sie ein Porträt ihrer Familie, das in kleiner Auflage unter dem Titel Unsere Voreltern und unsere Eltern oder Erzähltes und Erlebtes aus der Familie Rigaud zur Verteilung gelangte.
1920 übernahm Marie Goetze eine Filmrolle, in dem Streifen Die sprechende Hand von Regisseur A. Rößler-Ullmann.

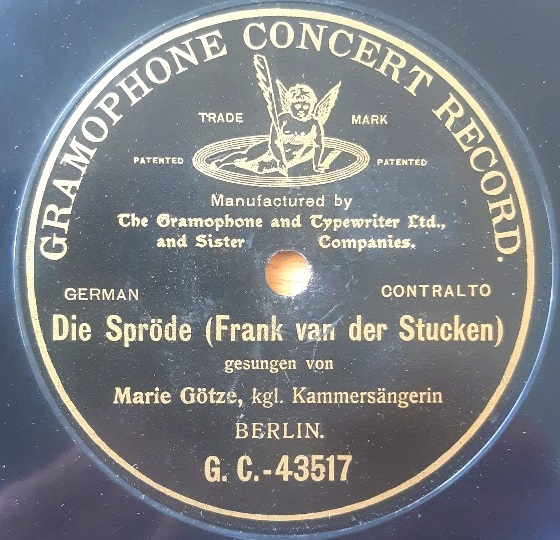
Schallplatte von Marie Goetze (Berlin 1904)

Ihre ersten Aufnahmen entstanden 1901 für Berliner Records und G&T, weitere Aufnahmen für G&T (Berlin 1904–07), Odeon (Berlin 1905), Beka (Berlin 1906), Anker (Berlin 1906 und 1911), Gramophone (Berlin 1908–09) und Pathé (Berlin 1911), außerdem Edison-Walzen (Berlin 1905).

## Rollen (Auswahl)
Uraufführungen
- 1884: Ernst Frank: Hero, Berliner Hofoper (26. November)
- 1892: Felix von Weingartner: Genesius, Berliner Hofoper (15. November)
- 1893: Josef Forster: Die Rose von Pontevedra, Hoftheater von Gotha (31. Juli)
- 1895: Wilhelm Kienzl: Der Evangelimann, Berliner Hofoper (4. Mai) – Magdalena
- 1899: Albert Lortzing: Regina, Berliner Hofoper
- 1900: Ferdinand Hummel: Die Beichte, Berliner Hofoper
- 1902: Wilhelm Kienzl: Heilmar, der Narr, Berliner Hofoper (18. Januar)

Repertoire
| Bizet: - Titelpartie in Carmen Charpentier: - Die Mutter in Louise Cornelius: - Bostana im Barbier von Bagdad Gluck: - Orpheus in Orpheus und Eurydike Gounod: - Siébel in Faust Meyerbeer: - Fidès in Der Prophet Nicolai: - Frau Reich in Die lustigen Weiber von Windsor Saint-Saëns: - Dalila in Samson und Dalila |  | Richard Strauss: - Herodias in Salome - Klytämnestra in Elektra Tschaikowski: - in Pique Dame Verdi: - Azucena in Il trovatore - Amneris in Aida Wagner: - Adriano in Rienzi - Ortrud im Lohengrin - Brangäne in Tristan und Isolde - Magdalene in Die Meistersinger von Nürnberg - Fricka in Das Rheingold - Frick und Siegrune in Die Walküre - Erda in Siegfried |

## Tondokumente
Die ältesten Schallplatten stammen von G & T aus dem Jahr 1901 und wurden in Berlin aufgenommen. Weitere Aufnahmen sind bei Odeon, Lyrophon, Anker, Pathé, Beka und HMV erschienen. Aus 1905 gibt es auch Edison-Zylinder (aufgenommen in Berlin). Marie Goetze war an einer der ersten Gesamtaufnahmen der Schallplattengeschichte beteiligt:
- Gounod: Faust, mit Karl Jörn, Emmy Destinn, Desider Zador und Paul Knüpfer, Dirigent: Bruno Seidler-Winkler, 1908 – als Siebel[6]

Auf einer Kompilation von Truesound Transfers (Nummer 3021) ist eine breite Palette von Liedern und Arien enthalten:
- Lieder von Hettersdorf, Radecke, Schubert, Van der Stucken und Wagner.
- Arien aus dem französischen Repertoire (La dame blanche, Le Prophète, Faust, Mignon, Carmen und Samson et Dalila), italienisches Fach (Orfeo ed Euridice, Il trovatore und Aida) und der deutschen Oper Der Evangelimann.

## Auszeichnung
- 1916: Orden für Kunst und Wissenschaft von Mecklenburg-Strelitz in Silber